# José Adrián Bonilla

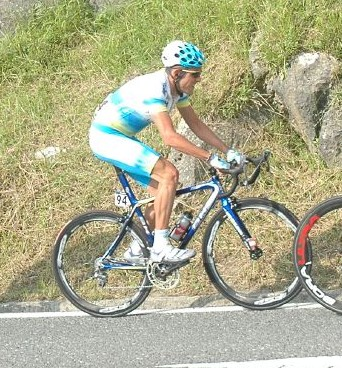
José Adrián Bonilla bei der Euskal Bizikleta 2007

José Adrián Bonilla Bonilla (* 28. April 1978) ist ein costa-ricanischer Radrennfahrer.
Nachdem Bonilla 2001 costa-ricanischer Meister im Einzelzeitfahren wurde und 2002 eine Etappe der Vuelta Ciclista a Costa Rica, erhielt er 2004 seinen ersten Vertrag bei einem Professional Continental Team, der spanischen Mannschaft Comunidad Valenciana. In seinem ersten Jahr dort gewann er eine Etappe der Vuelta a Castilla y León und die Gesamtwertung und zwei Etappen der Costa Rica-Rundfahrt. In seinem zweiten Jahr bei diesem Team wurde er zum zweiten Mal costa-ricanischer Meister im Einzelzeitfahren.
2007 wechselte er zu Fuerteventura-Canarias und fährt seit 2008 für national registrierte costa-ricanische Radsportteams. Er gewann bis 2011 u. a. noch zwei weitere Zeitfahrmeistertitel, die Gesamtwertung der Costa-Rica-Rundfahrt 2011.

## Erfolge
2001
- Costa-ricanischer Meister – Einzelzeitfahren

2002
- eine Etappe Vuelta Ciclista a Costa Rica

2003
- eine Etappe Vuelta a Castilla y León
- Gesamtwertung und zwei Etappen Vuelta Ciclista a Costa Rica

2004
- Costa-ricanischer Meister – Einzelzeitfahren

2008
- zwei Etappen Vuelta Ciclista a Costa Rica

2009
- Costa-ricanischer Meister – Einzelzeitfahren
- zwei Etappen Vuelta Ciclista a Costa Rica

2010
- Costa-ricanischer Meister – Einzelzeitfahren

2011
- Costa-ricanischer Meister – Einzelzeitfahren
- Gesamtwertung und zwei Etappen Vuelta Ciclista a Costa Rica

## Teams
- 2004 Comunidad Valenciana-Kelme
- 2005 Comunidad Valenciana-Elche
- 2006 Comunidad Valenciana
- 2007 Fuerteventura-Canarias